# Вялов, Виктор
Виктор Вялов (эст. Viktor Vjalov; 2 сентября 1972, Нарва — 6 декабря 2023) — эстонский футболист, защитник.

## Биография
Всю карьеру провёл в командах Нарвы. С 1992 года выступал за «Нарва-Транс» в высшем дивизионе Эстонии, за следующие десять лет сыграл 191 матч и забил 8 голов в чемпионате. Со своим клубом становился бронзовым призёром чемпионата (1994/95), обладателем (2001) и финалистом (1993/94) Кубка Эстонии, ещё трижды доходил до полуфинала национального кубка. Сыграл 7 матчей в Кубке Интертото (1996—2000). Помимо «Транса» играл за его дублирующий состав, а также за клубы низших лиг «Кренгольм» и «Алстом-Кик-Сай».
Умер в декабре 2023 года в возрасте 51 года.
Сын Максим (род. 2007) занимался футболом на детско-юношеском уровне.